# Автошлях Р 16
Автошлях P 16 — автомобільний шлях регіонального значення на території України, довжиною 86 км, є під’їздом до спецоб'єктів в Автономній Республіці Крим.